# Jane Eyre (film, 1943)
Jane Eyre är en amerikansk dramafilm från 1943 i regi av Robert Stevenson. Filmen är baserad på Charlotte Brontës bok med samma namn från 1847. I huvudrollerna ses Orson Welles och Joan Fontaine.
Jane, som har förlorat båda sina föräldrar, tvingas bo hos kärlekslösa släktingar som till slut lämnar bort henne till ett barnhem. Efter flera år på hemmet är hon redo att träda i tjänst som guvernant. Hon får ett arbete på Thornfield Hall, hos den mystiske Mr. Rochester som döljer en mörk hemlighet.

## Rollista i urval
- Orson Welles – Edward Rochester
- Joan Fontaine – Jane Eyre
- Margaret O'Brien – Adele Varens
- Peggy Ann Garner – Jane Eyre som barn
- John Sutton – doktor Rivers
- Sara Allgood – Bessie
- Henry Daniell – Henry Brocklehurst
- Agnes Moorehead – mrs Reed
- Aubrey Mather – överste Dent
- Edith Barrett – mrs Alice Fairfax
- Barbara Everest – Lady Ingram
- Hillary Brooke – Blanche Ingram
- Elizabeth Taylor – Helen Burns (ej krediterad)